# Guj Charabe
Guj Charabe – wieś w Iranie, w ostanie Azerbejdżan Zachodni, w szahrestanie Mijandoab. W 2006 roku liczyła 111 mieszkańców.